# Delivery Man (serie de televisión)
Delivery Man (en hangul, 딜리버리맨; romanización revisada del coreano: Dillibeorimaen) es una serie de televisión surcoreana dirigida por Kang Sol y Park Dae-hee, y protagonizada por Yoon Chan-young, Bang Min-ah y Kim Min-seok. Es una serie original de Genie TV, donde se estrenó el 1 de marzo de 2023, y está disponible también en las otras plataformas de contenidos audiovisuales TVING, Viki y Viu para algunas regiones del mundo. Se emite asimismo por el canal ENA desde el 1 de marzo hasta el 6 de abril de 2023, en horario de miércoles y jueves a las 21:00 (hora local coreana).

## Sinopsis
Seo Young-min es un taxista que se gana duramente la vida y necesitado de ganar dinero para proteger la casa donde vive con su abuela. Kang Ji-hyeon es un alma amnésica que quedó atrapada en el taxi de Young-min. No puede soportar las injusticias ni dejar de ayudar a las personas necesitadas, y así comienza una colaboración entre ambos en un negocio de taxi fantasma para hacer realidad los últimos deseos de algunas personas.

## Reparto

### Principal
- Yoon Chan-young como Seo Young-min, un hombre que heredó el taxi de su madre fallecida y obligado a hacer de todo para ganarse la vida, que acaba dirigiendo un negocio singular, un taxi fantasma.[4][6]
- Bang Min-ah como Kang Ji-hyun, un fantasma que ha perdido la memoria y ni siquiera sabe quién es. Se sube a un taxi sin saber por qué y trabaja con Young-min como gerente de ventas de un taxi dedicado a hacer realidad los últimos deseos de otros fantasmas.[4][7]
- Kim Min-seok como Do Gyu-jin, un médico de urgencias adicto al trabajo con habilidades sobresalientes.[4][8]

### Secundario

#### Familia de Young-min
- Park Hye-jin como Park Bun-ja, abuela de Young-min.
- Choi Tae-hwan como Na Seok-jin, el hermano mayor de Young-min, que tras una quiebra empresarial acaba trabajando de taxista.[9][10]
- Jeong Jeong-hwan como el padre de Young-min y marido de Jin-suk.
- Lee Hye-eun como Kim Jin-suk, madre de Young-min, mujer de Jeong-hwan y víctima de un atropello.[11][12]

#### Familia y allegados de Ji-hyun
- Park Sun-ho como Kim Shin-woo, el primer amor de Kang Ji-hyun (ep. 4).[11]
- Park Jeong-hak como Kang Hyeong-soo, padre de Kang Ji-hyun.[11]

#### Otros
- Kim Seung-soo como Ji Chang-seok, jefe de la escuadra de delitos violentos en la comisaría de policía de Dongpa.[13]
- Heo Ji-na como Kim Hee-yeon, enfermera jefe de la sala de emergencias del Hospital Daehun.[14][15]
- Lee Hye-jung como Yoon So-ri, nueva enfermera en la sala de emergencias del Hospital Daehun, compañera de clase en la universidad de Young-min.
- Lee Kyu-hyeon como Kim Jeong-woo, enfermero en la sala de emergencias del Hospital Daehun.[16]
- Ha Kyung como Lee Dong-wook, un chamán.[12]
- Jeon So-min como un fantasma que aborda el taxi (ep. 4).[11]
- Kim Seon-hyeok como Kim Byeong-cheol, marido de So-yeon, un oficinista que murió por exceso de trabajo.[17]
- Oh Soo-jung  como Park So-yeon, mujer de Byeong-cheol.[17]
- Moon Hee-kyung como Park Kyung-hwa, la madre de Byeong-cheol.[17]
- Jo Mi-nyeo como Lee Eun-soo.[18]
- Lee Hye-eun como Kim Jin-sook.[19]
- Kal So-won como Choi Ha-yul.[20]
- Shin Yi-joon as Choi Mi-ra.[20]
- Woo Tae-ha como Baek Tae-woo.[20]
- Shin Bi como Yoon Ga-eun.[20]
- Jang Seon-yul como Choi Ha-jun.[20]
- Kim Jung-tae como Go Du-gang.[21][22]
- Choi Cho-woo como la madre de Eun-soo.[18]
- Kim Da-bi como Oh Mi-kyung, la novia de Kim Jeong-woo.[22]
- Jung Jong-woo como Gu-bong, un detective privado que investiga la muerte de Seo Young-min.[23]

#### Apariciones especiales
- Moon Hee-kyung  como Park Kyung-hwa.[24]
- Jun Hyo-sung como Go Se-ra.[21][22]

## Producción
El 27 de enero de 2023 la empresa productora publicó el cartel de la serie, y tres días después el primer tráiler, que presenta el momento en que se conocen los protagonistas y el nacimiento de su negocio. El 1 de febrero se publicaron dos nuevos carteles de pareja. Un segundo tráiler se lanzó el 2 de febrero.

## Audiencia
| Temporada | Temporada | Episodio número | Episodio número | Episodio número | Episodio número | Episodio número | Episodio número | Episodio número | Episodio número | Episodio número | Episodio número | Episodio número | Episodio número | Promedio |
| Temporada | Temporada | 1               | 2               | 3               | 4               | 5               | 6               | 7               | 8               | 9               | 10              | 11              | 12              | Promedio |
| --------- | --------- | --------------- | --------------- | --------------- | --------------- | --------------- | --------------- | --------------- | --------------- | --------------- | --------------- | --------------- | --------------- | -------- |
|           | 1         | 311             | —               | 237             | —               | 275             | —               | 265             | —               | 227             | 228             | 226             | 253             | --       |

| Episodio | Fecha de emisión    | Índice de audiencia nacional (Nielsen Korea) | Índice de audiencia nacional (Nielsen Korea) |
| Episodio | Fecha de emisión    | Nacional                                     | Seúl                                         |
| --- | ------------------- | -------------------------------------------- | -------------------------------------------- |
| 1 | 1 de marzo de 2023  | 1,1 % (19.ª)                                 | —                                            |
| 2 | 2 de marzo de 2023  | —                                            | —                                            |
| 3 | 8 de marzo de 2023  | 1 % (15.ª)                                   | 1,078 % (7.ª)                                |
| 4 | 9 de marzo de 2023  | 1 % (10.ª)                                   | 1,114 % (8.ª)                                |
| 5 | 15 de marzo de 2023 | 0,980 % (11.ª)                               | 1,181 % (8.ª)                                |
| 6 | 16 de marzo de 2023 | 0,960 % (13.ª)                               | 1,111 % (8.ª)                                |
| 7 | 22 de marzo de 2023 | 1,058 % (10.ª)                               | —                                            |
| 8 | 23 de marzo de 2023 | 0,8 % (NR)                                   | —                                            |
| 9 | 29 de marzo de 2023 | 0,9 % (13.ª)                                 | —                                            |
| 10 | 30 de marzo de 2023 | 1,3 % (7.ª)                                  | —                                            |
| 11 | 5 de abril de 2023  | 0 9 % (NR)                                   | —                                            |
| 12 | 6 de abril de 2023  | 1,2 % (10.ª)                                 | 1,369 % (9.ª)                                |
| Promedio | Promedio            | 1 %                                          | —                                            |
| - En la tabla superior, aparecen en azul los índices más bajos, y en rojo los más altos. - NR indica que la serie no entró en el rango de los veinte programas más vistos del día. - Esta serie se transmite mediante televisión por cable/TV de pago, que por lo general tiene una audiencia más pequeña en comparación con la de cadenas públicas como (KBS, SBS, MBC y EBS). |                     |                                              |                                              |